# Pseudagrion coeleste
Pseudagrion coeleste là một loài chuồn chuồn kim thuộc họ Coenagrionidae. Loài này có ở Angola, Botswana, Malawi, Namibia, Nam Phi, Zambia và Zimbabwe, có thể có ở Tchad và Tanzania. Môi trường sống tự nhiên của chúng là đầm lầy và đầm nước ngọt.